# Leucopis cinarophaga
Leucopis cinarophaga is een vliegensoort uit de familie van de Chamaemyiidae. De wetenschappelijke naam van de soort is voor het eerst geldig gepubliceerd in 1962 door Tanasijtshuk.